# 칸타브리인
칸타브리인 (Cantabri, 고대 그리스어: Καντάβροι, Kantabroi) 또는 고대 칸타브리아인들은 로마 이전 시기 민족들로, 켈트족이나 켈트계 유럽족으로 추정하며, 기원전 250년 경에 고대 이베리아반도의 북쪽 해안가에 거주했던 거대한 부족 연맹이었다. 이 민족들과 이들의 영역은 칸타브리아 전쟁 이후인 기원전 19년에 로마의 히스파니아 타라코네시스 속주로 합병되었다.

## 명칭
칸타브리(라틴어: Cantabri)는 라틴어화된 지방명으로, "고지인"이라는 의미와 리구리아어의 복원된 어근 *cant- ("산")에서 전래되었을 것이다.

## 지리

고전 사료에 따른 칸타브리아 지역에 살던 부족들, 이웃 민족들, 도시 및 지리적 특징이 나타난 칸타브리아 전쟁 기간에 칸타브리인의 위치.

칸타브리인의 땅 칸타브리아는 본래 오늘날 칸타브리아, 아스투리아스 동부, 카스티야이레온의 인접한 산악 지역, 팔렌시아 북부, 레온의 북동부를 포함한 스페인의 북부 대서양 해안가의 고지대들로 이뤄졌다. 하지만 이 지역은 로마의 정복 이후에 상당히 줄어들어, 칸타브리아와 아스투리아스 동부 지역만 남게되었다.

## 역사

### 기원
칸타브리인의 조상들은 기원전 4세기경에 이베리아반도로 이주해왔다고 로마인들은 생각했고, 로마인들은 그들이 대다수의 이베리아반도의 켈트 부족들보다 혼혈이 이뤄졌다고 말하며, 그들 부족 명칭에 대하여 로마의 작가들이 평가한 그들의 11개 또는 그 이상의 부족들에는 갈리아인, 켈티베리아인, 인도아리아인, 아퀴타니인, 리구리인들의 기원이 포함되더 있다고 여겼다.
고대 칸타브리아 지역의 명칭에 대한 자세한 분석은 거의 비슷하게 강한 ‘준켈트적인 요소’들과 함께 강한 켈트적인 요소를 나타내고 이 지역내 전 인도유럽인 또는 바스크인들이 실제 존재했다는 주장을 논박했다. 이것은 1998년에 루이스갈베스가 제기한 고고학적 증거와 일치하며, 운터만이 꽤나 그럴싸하다고 생각하던 이베리아반도의 켈트족 정착지가 브르타뉴와 가론강 하구 사이 지역의 대서양을 거쳐 갈리시아와 칸타브리아 해안가를 따라 정착한 이들에 의해 만들어졌다는 초창기의 견해를 뒷받침한다.

### 초기 역사
야만적이고 길들여지지 않는다 여겨지는 산악 민족인 칸타브리인들은 오랜 기간 로마군단에 저항했고 그들의 독립 정신과 자유로 유명세를 떨쳤다. 칸타브리인 전사들은 “거칠고 사나운 싸움꾼들”이여서, 용병업에 적합했으나, 강도질을 하는 경향이 있었다. 이들에 대한 최초의 언급은 리비우스와 기원전 207년 메타우루스 전투에서 칸타브리인 용병들이 카르타고군에 복무해서 싸웠다고 언급을 한 폴리비우스 같은 고대 작가들의 문서에서 발견되었다. 또다른 작가, 코르넬리우스 네포스,는 칸타브리 부족들이 기원전 195년 켈티베리아 지역에 대한 대 카토의 군사 활동으로 로마에 처음으로 복종을 하고, 이후 칸타브리 군대가 기원전 2세기 켈티베리아 전쟁에서 바카이이족과 켈티베리아족을 위해 싸웠다고 주장한다. 이런 그들의 평판 때문에 집정관 가이우스 호스틸리우스 만키누스가 휘하의 지쳐있던 로마군은 기원전 137년 누만티아를 포위하다가, 대규모의 칸타브리족-바카이이족 연합 지원군이 접근해온다는 소식은 공포를 느낀 로마군 20,000명이 탈영을 일으키기에 충분했고, 만키누스는 굴욕적인 평화 협정 조건에서 항복할 수 밖에 없었다.

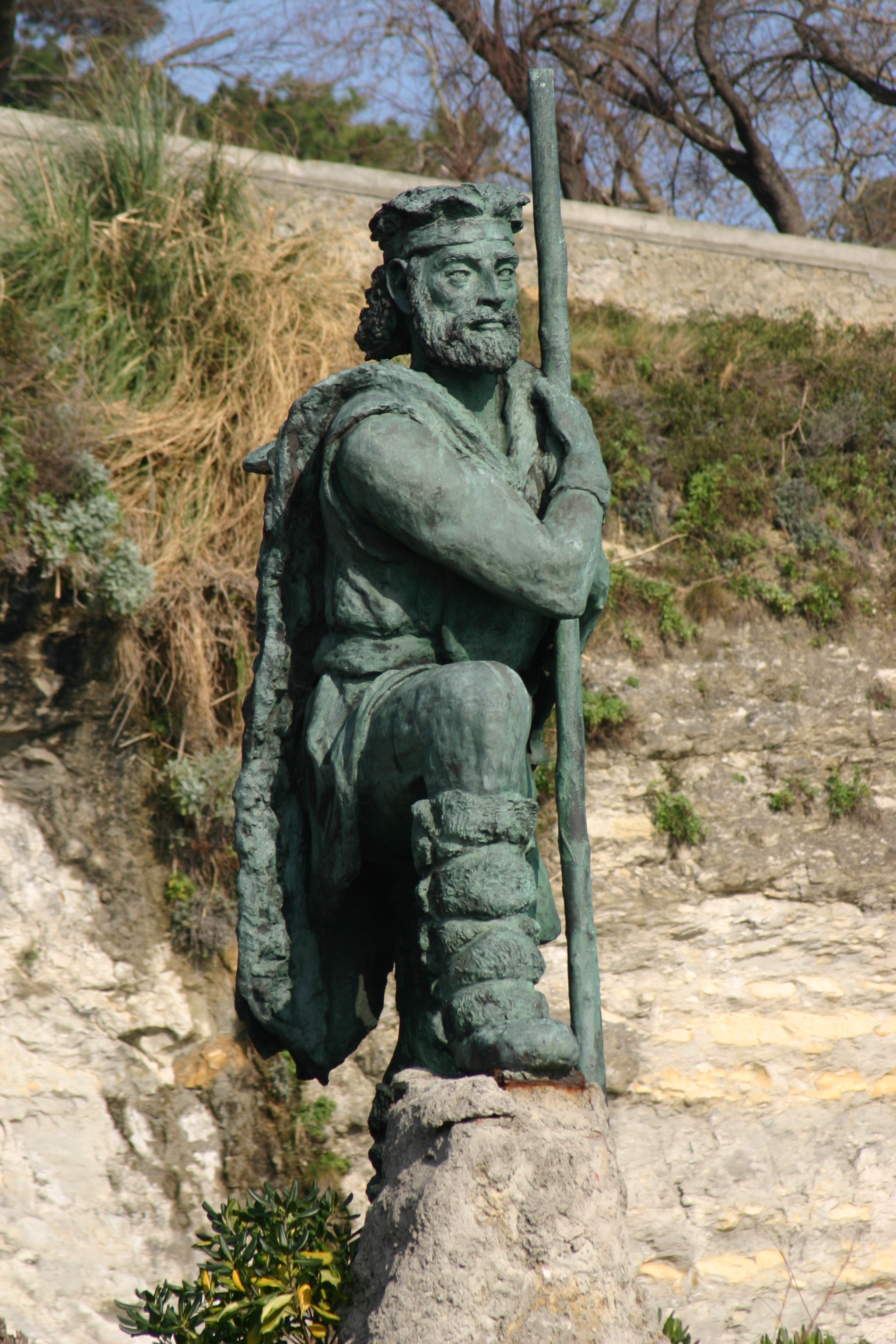
산탄데르의 칸타브리인들의 조각상.

기원전 1세기에 칸타브리족들은 아바리기네스족, 블렌디이족, 카마리키족 또는 타마리키족 (Tamarici), 콘카니족, 코니아키족 또는 코니스키족, 몬레카니족, 노에기족, 오르게노메스키족, 플렌투이시이족, 살라에니족, 바디니엔세스족, 벨리키족 또는 벨리케스족등 11개 또는 그 이상의 부족들로 이뤄졌고, 그들의 정치적 거점 역할이던 전략적으로 좋은 곳에 위치한 베사야강 계곡에 위치한 아라킬룸 (Aracillum, 칸타브리아의 카스트로데에스피나델가예고, 시에라델에스쿠도 )에서 부족 연합 형태로 모였다. 다른 중요한 칸타브리족들의 요새에는 Villeca/Vellica (Monte Cildá – 팔렌시아), Bergida (Castro de Monte Bernorio – 팔렌시아), Amaya/Amaia (Peña Amaya – 부르고스)등이 포함된다. 기원전 1세기 초에 칸타브리족들은 직업으로 각 로마 장군에게 복무하는 동시에 로마령 스페인 속주의 반란을 지원하고 불안하던 시기에 약탈을 벌이는등 표리부동한 행동을 하기 시작했다. 이러한 기회주의적인 정책은 세토리우스 전쟁 (기원전 82년–기원전 72년)의 마지막 시기에 폼페이우스와 같은 편에 서는 결과를 이끌었고, 그들은 기원전 49년 레리다 (예이다)전투에서 아프리아누스와 페트리우스 장군들에게 패배할 때까지 폼페이우스의 정책을 따랐다. 이것에 앞서 칸타브리족은 율리우스 카이사르 휘하에서 복무하던 마르쿠스 크라수스의 아들 푸블리우스 크라수스에 대항하는 갈리아 남동쪽의 아퀴타니족들을 돕기 위해 기원전 56년에 군대를 파견한 갈리아 전쟁은 개입은 성공적이지 못 했다.
플로루스에 의하면,  칸타브리족의 대족장 코로코타의 지도하에서 그들이 탐을 내던 부유한 지역들인 바카이이, 투르모디기이, 우트리고네스에 대한 약탈은 기원전 29년에 그들의 지원을 받아 일어난 바카이이의 반로마 반란과 결부되어 있어서, 결국엔 제1차 칸타브리아 전쟁 발발로 이어졌고, 아우구스투스에 의한 정복과 일부 학살이라는 결과를 초래했다. 잔존한 칸타브리인들과 부족들은 새롭게 만들어진 트란스두리아나 속주로 흡수되었다.
그럼에도 아우구스투스의 가혹한 조치와 그의 부관 마르쿠스 빕사니우스 아그리파의 이 전쟁의 여파로 이 지역을 안정시키기 위한 그의 행위는 칸타브리아 지역을 더욱 혼란시키게 했다. 거의 매번 일어나는 부족들의 봉기 (인접한 아스투리아스로 빠르게 퍼져나간 기원전 20년에 일어난 심각한 노예 봉기를 포함)와 게릴라 전투는 이 지역에 자치권을 부여하고 새롭게 만들어진 히스파니아 타라코넨시스 속주에 포함시킨 서기 1세기 초까지 지속되었다.

### 로마화
로마인들이 카스트라 레기오 피소라카 (Castra Legio Pisoraca, 마케도니카 제4군단의 주둔지 – 팔렌시아), 옥타비올카 (Octaviolca, 칸타브리아의 발데올레아 인근), 이울리오브리가 (Iuliobriga, 레이노사의 레토르티요)에 식민지와 요새들을 세웠음에도, 칸타브리아 지역은 완전히 로마화 되지 못 했고 칸타브리인들은 로마 시기에 켈트족의 언어, 종교, 문화적인 많은 축몬들을 잘 보존했다. 칸타브리족은 그들의 전사적 특징을 잃지 않았고, 수십년 간 로마 제국군에 보조병들을 보내주었고 클라디우스 황제의 서기 43년-60년의 브리튼 제도 침략에 칸타브리족 병력들이 참여했다.

### 중세 초기
칸타브리족들은 그들의 이웃한 부족 아스투레스족이 그랬던거처럼 4세기 말 게르만족 대이동이라는 혼동의 시기 한가운데에 다시 나타났다. 그때부터 칸타브리족들은 기독교화되기 시작했고 6세기에 서고트족들에게 난폭하게 피해를 당했다. 그러나 칸타브리아와 칸타브리족들은 바스코네스족을 상대로 하는 서고트족의 전쟁 (7세기 말)의 내용을 수십년 뒤에야 듣게 되었다. 그들은 8세기 이슬람교도의 이베리아 정복 이후 언어와 문화가 완전히 라틴화가 되었다.

## 문화
대 플리니우스에 의하면 칸타브리아 지역은 자철석과 호박 뿐만 아니라 금, 주석, 납, 철 광산을 보유하고 있다고 하지만, 칸타브리인에 대해선 거의 알려져 있지 않다; 스트라본 역시도 카베손데라살 일대에  존재한 소금 광산들이 있다고 언급했다.

## 종교

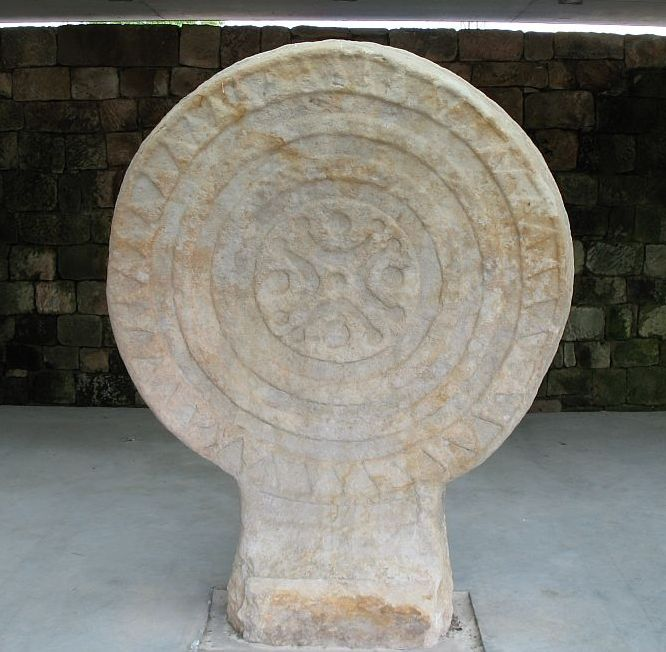
사암에 새겨진 칸타브리아 스텔 (직경 1.70 m, 두께 0.32 m)

문헌적, 금석학적 증거들은 이웃한 갈라이키족과 아스투레스족들 같이 칸타브리족이 신성한 떡갈나무숲이나 소나무숲, 산맥, 물줄기 그리고 작은 교외의 성소들에 다양하고 복잡한 인도유럽의 남성, 여성 신들을 숭배하는 다신교도들임을 나타낸다.
드루이즘이 칸타브리족에게서 행해졌다고 나타나지는 않았음에도, 의식적 목적의 증기탕, 축제 가무, 신탁, 점복, 인신 공양 및 짐승 공양 같은 정교한 의식 행위를 행한 조직된 사제 계급에 대한 충분한 증거는 존재한다. 이 점에 있어서, 스트라본은 북서쪽의 민족들이 이름이 붙지 않은 전쟁의 신에게 말들을 공양한다고 언급했고, 호라티우스와 실리우스 이탈리쿠스 두 명 모두 콘카니족 (Concani)이 의식에서 말의 피를 마시는 관습이 있다고 언급했다.

## 같이 보기
- 아스투레스족
- 칸타브리아
- 칸타브리아 전쟁
- 코로코타
- 세르토리우스 전쟁
- 칸타브리아 공국

## 참고 문서
- Almagro-Gorbea, Martín (1997). 〈Les Celtes dans la péninsule Ibérique〉. 《Les Celtes》. Paris: Éditions Stock. ISBN 2-234-04844-3.
- Baynes, T.S., 편집. (1878), 〈Cantabria〉, 《브리태니커 백과사전》 5 9판, 뉴욕: Charles Scribner's Sons, 27쪽
- Chisholm, Hugh, 편집. (1911), 〈Cantabri〉, 《브리태니커 백과사전》 5 11판, 케임브리지 대학교 출판부, 207쪽
- Collins, Roger (1990). 《The Basques》 2판. Oxford: Basil Blackwell. ISBN 0631175652.
- Collins, Roger (1983). 《Early Medieval Spain》. New York: St. Martin's Press. ISBN 0-312-22464-8.
- Eutimio Martino, Roma contra Cantabros y Astures – Nueva lectura de las fuentes, Breviarios de la Calle del Pez n. º 33, Diputación provincial de León/Editorial Eal Terrae, Santander (1982) ISBN 84-87081-93-2
- Lorrio, Alberto J., Los Celtíberos, Editorial Complutense, Alicante (1997) ISBN 84-7908-335-2
- Martín Almagro Gorbea, José María Blázquez Martínez, Michel Reddé, Joaquín González Echegaray, José Luis Ramírez Sádaba, and Eduardo José Peralta Labrador (coord.), Las Guerras Cántabras, Fundación Marcelino Botín, Santander (1999) ISBN 84-87678-81-5
- Montenegro Duque, Ángel et alii, Historia de España 2 – colonizaciones y formacion de los pueblos prerromanos, Editorial Gredos, Madrid (1989) ISBN 84-249-1013-3
- Burillo Mozota, Francisco, Los Celtíberos – Etnias y Estados, Crítica, Grijalbo Mondadori, S.A., Barcelona (1998, revised edition 2007) ISBN 84-7423-891-9
- Kruta, Venceslas, Les Celtes, Histoire et Dictionnaire: Des origines à la Romanization et au Christianisme, Éditions Robert Laffont, Paris (2000) ISBN 2-7028-6261-6